# Hans Krikke
Hans Krikke (1958) is een Nederlandse schrijver, journalist en filmmaker.

## Levensloop
Krikke woont en werkt in Amsterdam, alwaar hij deel uitmaakt van het onderzoekscollectief Opstand. Hij maakt documentairefilms voor Nederlandse omroepen en schrijft voor diverse bladen, waaronder Hervormd Nederland en OR-informatie. Krikke schrijft met name over arbeidsverhoudingen en arbeidsmigratie. In boekvorm leverde hij eerder een bijdrage aan De medialeugen (1994). Dagboek van een RARA-terrorist is zijn eerste boek.
Op 29 september 1994 viel een politiemacht het huis van Krikke binnen. Samen met Opstand-collega Jan Müter kreeg hij een paar weken later te horen dat zij officieel werden beschuldigd van politiek terrorisme. De moeizame zoektocht naar de beweegredenen door Justitie leverde niets op: de zaak werd uiteindelijk geseponeerd. In Dagboek van een RARA-terrorist doet Krikke verslag van zijn gevecht tegen het etiket 'verdacht terrorist'. Voor Justitie was het genoeg dat er een link lag met Konfrontatie.
Voor het NCRV-programma Dokument maakte hij de documentaire Johanna (1997), waarvoor hij jarenlang alcoholiste Johanna volgde. Het verhaal is in boekvorm weergegeven in: De ontkenning, portret van een alcoholiste (1997).
Het boek Als niemand luistert (2003) gaat over de ervaringen van een vertrouwenspersoon met allochtone meisjes op een zwarte school. Allochtone meisjes worden gedwongen te kiezen tussen de twee werelden waarin ze leven. Krikke volgde gedurende een jaar een vertrouwenspersoon op een zwarte school (havo/vwo). Het boek biedt een beeld van de problemen waar veel allochtone meisjes voor staan.
Hij is gehuwd met schrijfster Christine Otten.

## Documentaires
- De zwarte draad, confectie in Amsterdam en Istanbul (1993)
- Johanna, portret van een alcoholiste (1997)
- De wonderbaarlijke wereld van Allah (1998)
- De koffer van Satan (2002)
- Gestrand op Schiphol (2002)
- Als niemand luistert (2004)